# Toronto Fire Services
Toronto Fire Services (TFS) ist der Name der Feuerwehr der kanadischen Stadt Toronto. In ihrem 630 km² großen Einsatzgebiet sorgt sie für die Sicherheit von über 2,6 Millionen Menschen. Zu ihren Aufgaben gehören neben der Brandbekämpfung der vorbeugende Brandschutz, die technische Hilfeleistung, die Höhenrettung, Gefahrguteinsätze und die Erstversorgung bei medizinischen Notfällen. Der eigentliche Rettungsdienst fällt jedoch nicht unter die Zuständigkeit der TFS und wird vom Toronto Paramedic Services übernommen.
Neben dem Hauptquartier in der Dufferin Street verfügt die Feuerwehr über diverse Ausbildungs-, Verwaltungs- und Wartungsstandorte, sowie über 81 ständig besetzte Feuerwachen. Mit rund 3.100 Mitarbeitern ist sie die größte kommunale Feuerwehr Kanadas.

## Geschichte

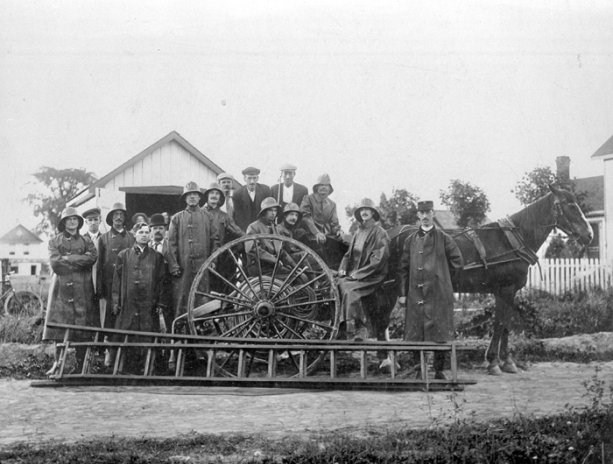
Freiwillige Feuerwehrmannschaft in Toronto (um 1900)

Erste freiwillige und unabhängig voneinander geführte Spritzenmannschaften gab es in Toronto bereits im Jahr 1826. Die erste offizielle Feuerwehreinheit der Stadt Toronto wurde 1874 gegründet und setzte sich zu dieser Zeit ebenfalls noch vollständig aus Freiwilligen zusammen. Ausbildung und insbesondere Ausrüstung waren in diesen Anfangsjahren noch sehr rudimentär, was sich insbesondere bei den beiden Großbränden in den Jahren 1849 und 1904 zeigte. Ab dem Jahre 1910 ersetzten motorisierte Feuerwehrfahrzeuge langsam die bis dahin eingesetzten Pferdegespanne.
In ihrer jetzigen Form besteht die Feuerwehr seit dem 1. Januar 1998, als im Rahmen der Verschmelzung der eigenständigen Kommunen der Metropolregion Toronto zur Stadt Toronto die Feuerwehren dieser Kommunen zusammengelegt wurden.

## Heutige Organisation
Die heutige TFS ist eine reine Berufsfeuerwehr mit ausschließlich hauptamtlichem Personal. Bei größeren oder länger andauernden Einsätzen wird zwar auch auf freiwillige Kräfte in Form einer Verpflegungseinheit der Greater Toronto Multiple Alarm Association zurückgegriffen, jedoch sind diese Kräfte nicht offiziell Teil der Feuerwehr.

### Geografische Aufteilung

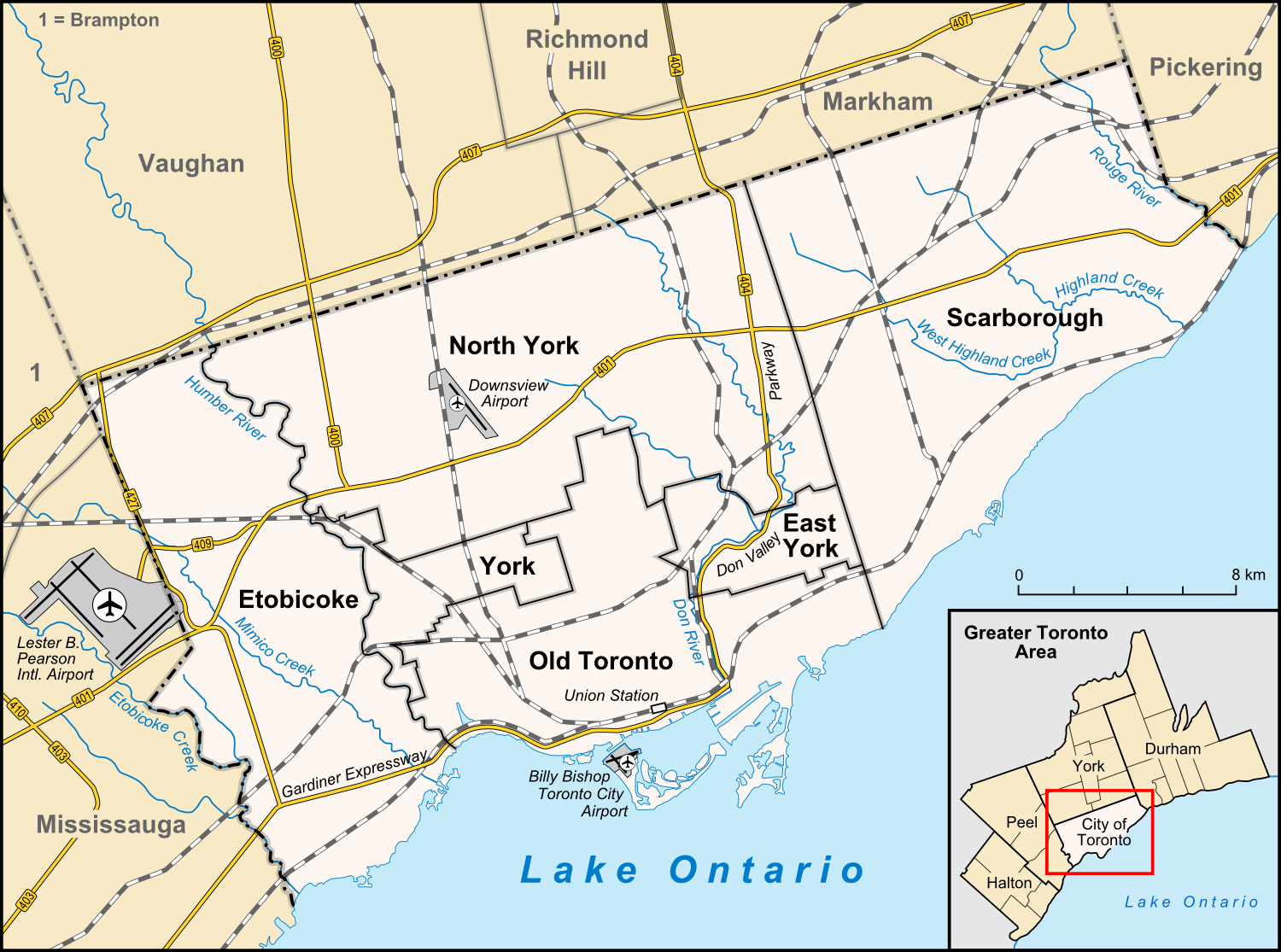
Karte Torontos und seiner Stadtbezirke

Organisatorisch ist das Stadtgebiet von Toronto in vier Bereiche aufgeteilt (North Command, East Command, South Command und West Command), welche wiederum in Bezirke (Districts) untergliedert sind. Den Bezirken sind die einzelnen Feuerwachen zugeordnet. Aktuell unterhält die Feuerwehr 81 ständig besetzte Wachen.
Das North Command ist hauptsächlich für den Stadtbezirk North York zuständig, sowie für den nördlichen Teil von Old Toronto.
Es beinhaltet die Bezirke 11, 13 und 14 mit insgesamt 20 Feuerwachen. Bezirk 12 wurde im Rahmen von Budgetkürzungen im Jahre 2013 aufgelöst und die dazugehörigen Feuerwachen zwischen den Bezirken 11 und 13 aufgeteilt.

Das East Command ist primär für den Stadtbezirk Scarborough zuständig, zählt jedoch auch Teile von East York und Old Toronto zu seinem Ausrückebereich.
Es besteht aus den Bezirken 21 bis 24 und beinhaltet 21 Feuerwachen.

Das South Command ist zuständig für Downtown Toronto, die Toronto Islands, sowie für Teile von East York und York.
Es umfasst die Bezirke 31 bis 34 mit insgesamt 21 ständig besetzten Feuerwachen, sowie einer weiteren Wache am Exhibition Place (TFS Station 346), die jedes Jahr im Spätsommer im Zeitraum der Canadian National Exhibition besetzt ist.

Das West Command ist zuständig für den Stadtbezirk Etobicoke, sowie für Teile von Old Toronto, North York und York.
Es beinhaltet die Bezirke 41 bis 44. Nachdem im Rahmen von Budgetkürzungen am 21. April 2014 eine Wache geschlossen wurde (TFS Station 424), umfasst es aktuell noch 19 Feuerwachen.

### Führungsstruktur
Die Amtsleitung der Feuerwehr liegt beim Fire Chief (Funkrufname Car 1), welchem fünf Deputy Chiefs unterstehen (Funkrufnamen Car 2 bis Car 5 und, abweichend von der Systematik, Car 50). Ihnen obliegt insbesondere die administrative Führung der TFS, sowie die Einsatzleitung bei größeren Einsätzen. Auf der nächsttieferen Ebene sind vier Division Commanders angesiedelt (Funkrufnamen Car 6 bis Car 9). Diese tragen die Gesamtverantwortung für jeweils ein Command. Fire Chief, Deputy Chiefs und Division Commanders arbeiten im Tagdienst, also zu regulären Büroarbeitszeiten.

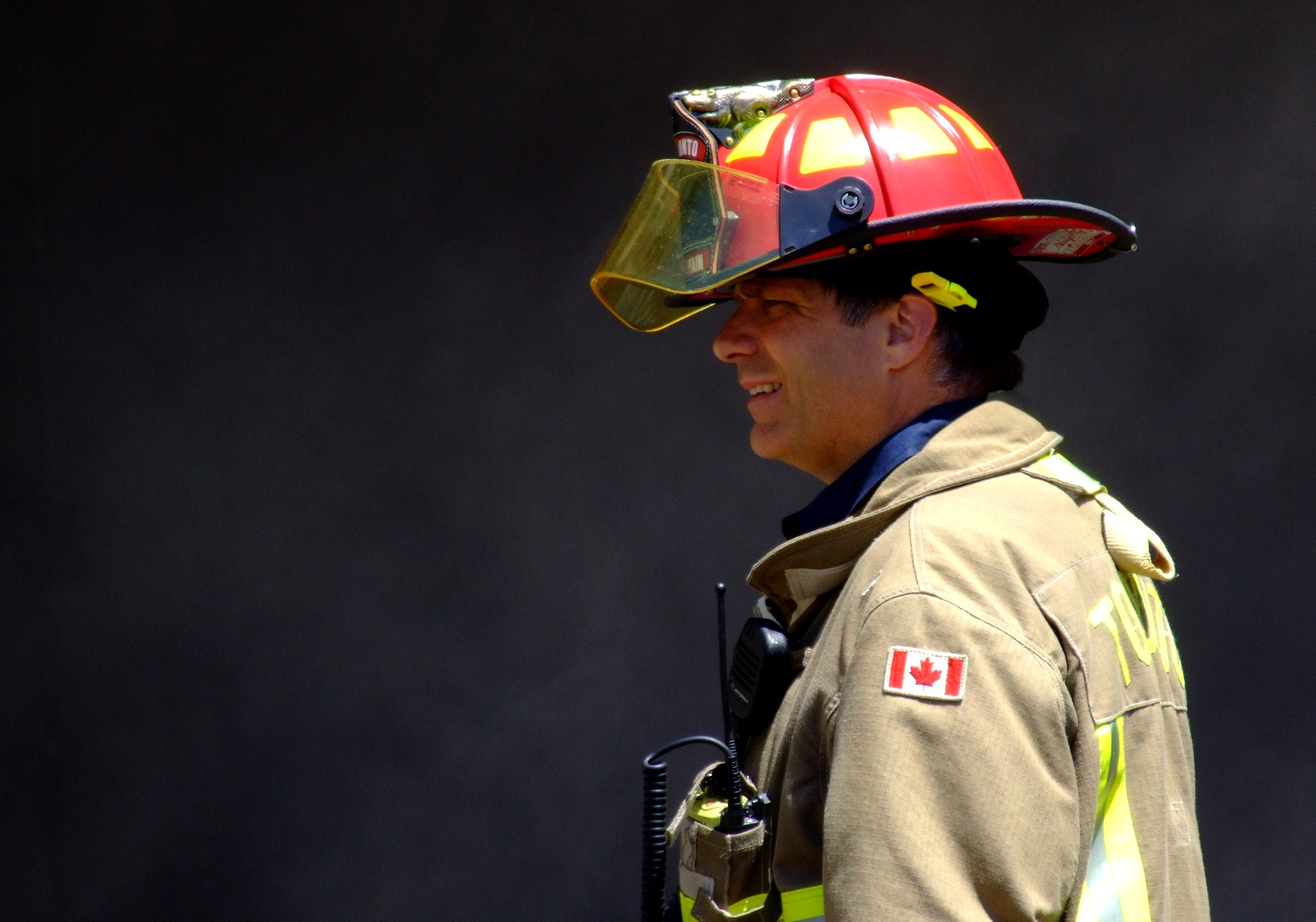
Captain der TFS

Die nächste Ebene bilden die Platoon Chiefs. Diese sind ebenfalls in administrativen Leitungsfunktionen im Tagdienst eingesetzt. Außerdem übernehmen die Platoon Chiefs wechselweise im 24-Stunden-Schichtdienst die Leitung einer Dienstschicht innerhalb der Commands. Die diensthabenden Schichtführer tragen die Funkrufnamen Car 10 (North Command), Car 20 (East Command), Car 30 (South Command) und Car 40 (West Command).
Für die Führung der Districts sind die District Chiefs zuständig. Sie sind ebenfalls im 24-Stunden-Schichtdienst tätig. Die Funkrufnamen der diensthabenden District Chiefs setzen sich aus der Nummer des Commands und des jeweiligen Districts zusammen (z. B. Car 42 – der diensthabende District Chief im zweiten District des West Command). Im Einsatz ist ihre Funktion in etwa mit einem Zugführer vergleichbar. Wie die Platoon Chiefs sind die District Chiefs außerdem auch in der Verwaltung im Tagdienst tätig. Pro District gibt es zwischen vier und acht Feuerwachen (meistens fünf oder sechs), welche nach dem gleichen System wie die Districts nummeriert sind. Der Nummer des jeweiligen Districts wird hierzu eine dritte Ziffer für die jeweilige Wache hinzugefügt (z. B. TFS Station 213 – die dritte Wachhe im ersten District des East Command). Die Wachen des District 12 (Wachen 121, 122, 123 und 125) haben nach dessen Auflösung ihre Bezeichnung behalten, obwohl sie den Districts 11 und 13 unterstellt wurden.
Die einzelnen Einheiten werden von Captains geführt (in etwa vergleichbar mit einem Gruppenführer). Pro Schicht besetzen jeweils ein Captain und zwei bis drei weitere Feuerwehrleute (Firefighters) ein Fahrzeug. Den Dienstgrad Firefighter gibt es in drei Abstufungen. Direkt nach der Grundausbildung werden die frisch ausgebildeten Feuerwehrleute als Probationary Firefighters den einzelnen Einheiten zugeteilt, wo sie parallel zum Einsatzdienst weiter ausgebildet werden und sich bewähren müssen. Nach dem Bestehen dieser Probezeit werden sie zunächst zum Firefighter Second Class befördert und können nach entsprechender Dienstzeit und dazugehörigen Weiterbildungen den Dienstgrad Firefighter First Class erreichen.
Im Einsatz können die Dienstgrade anhand der Helmfarbe unterschieden werden:
- Firefighter: schwarz
- Captain: rot
- ab District Chief: weiß
- ab Division Commander: weiß; außerdem weiße Einsatzjacke und -hose

## Ausrüstung
Die Feuerwehr verfügt über rund 170 fahrbereite Einsatzfahrzeuge und zwei Feuerlöschboote, sowie über diverse Reserve- und weitere Dienstfahrzeuge. Die Bezeichnung der einzelnen Einsatzfahrzeuge erfolgt über den Fahrzeugtyp und die Nummer der Wache, auf der das Fahrzeug stationiert ist (z. B. Pumper 135 oder kurz P135 für den Pumper der Wache 135). Sind zwei Fahrzeuge desselben Typs auf einer Wache stationiert, wird bei der Nummer des zweiten Fahrzeugs ein „B“ angehängt. Folgende Fahrzeugarten sind bei der TFS im Einsatz:

### Einsatzfahrzeuge
| Fahrzeugbezeichnung      | Kürzel                       | Fahrzeugtyp                        | Aufgaben | Ausrüstung (auszugsweise) | Besatzung (Captain/ Firefighter) | Anzahl          |
| ------------------------ | ---------------------------- | ---------------------------------- | --- | --- | -------------------------------- | --------------- |
| Pumper                   | (Pxxx)                       | klassisches (Tank-)Löschfahrzeug   | Brandbekämpfung und medizinische Erstversorgung | eingebaute Pumpe, Wassertank, Schläuche, Strahlrohre, Atemschutzgeräte, diverses Werkzeug (z. B. Halligan-Tools), Sanitätsmaterial              | 1/3                              | 59 + 14 Reserve |
| Rescue                   | (Rxxx)                       | grob mit HLF bzw. RLF vergleichbar | wie Pumper, jedoch zusätzliche Ausrüstung für die technische Hilfeleistung; Rescues stellen bei Gebäudebränden außerdem das Rapid Intervention Team (RIT), welches bei Atemschutznotfällen zum Einsatz kommt                                              | wie Pumper; zusätzlich noch Geräte für die technische Hilfeleistung                                                                             | 1/3                              | 28 + 4 Reserve  |
| Aerial                   | (Axxx)                       | Drehleiter ohne Rettungskorb       | Personensuche bei Gebäudebränden und Belüftung von Gebäuden; können auch zur Brandbekämpfung eingesetzt werden, da sie als Quints konzipiert sind und über eine Pumpe, Schlauchmaterial und einen Wassertank verfügen                                     | Wärmebildkameras, Druckbelüfter, Sägen zum Schaffen von Abluftöffnungen                                                                         | 1/2                              | 26 + 4 Reserve  |
| Platform                 | (PL432)                      | Drehleiter mit Rettungskorb        | wie Aerial | wie Aerial | 1/2                              | 1               |
| Tower                    | (T114, T331, T333)           | Teleskopmast                       | wie Aerial | wie Aerial | 1/2                              | 3               |
| Squad                    | (Sxxx)                       | Rüstwagen                          | Technische Hilfeleistung aller Arten, Höhenrettung, personelle Unterstützung bei Brandeinsätzen | hydraulisches Rettungsgerät, Hebekissen, Unterbau- und Abstützmaterial, diverse Sägen (Motorsäge, Säbelsäge etc.), Höhenrettungsausrüstung etc. | mindestens 1/2                   | 5 + 2 Reserve   |
| High Rise Unit           | (HR332)                      | Gerätewagen Hochhaus               | speziell für den Einsatz bei Bränden in Hochhäusern bzw. in unterirdischen Anlagen konzipierte „Hochhaus-Einheit;“ die gesamte Beladung ist thematisch in Modulen zusammengefasst, was den Transport über (Roll-)Treppen und in Aufzügen erleichtern soll | Module für die medizinische Erstversorgung, Atemschutz, Türöffnungen etc.                                                                       | mindestens 1/2                   | 1               |
| Hazardous Materials Unit | (HZ145, HZ332)               | Gerätewagen Gefahrgut              | Hilfeleistung bei allen Arten von Gefahrgutunfällen (z. B. Austritte chemischer Stoffe, Gaslecks, Ölunfälle), personelle Unterstützung bei Brandeinsätzen                                                                                                 | Chemikalienschutzanzüge, Auffang- und Umfüllmaterial, Chemikalienbindemittel, umfangreiche Ausstattung mit Messgeräten                          | mindestens 1/2                   | 2               |
| Air & Light Unit         | (LA114, LA231, LA333, LA421) | Gerätewagen Atemschutz & Licht     | Versorgung mit frischen Atemschutzgeräten, Ausleuchten von Einsatzstellen, Versorgung von Einsatzkräften in kleinerem Umfang | Atemschutzgeräte und -flaschen, Lichtmast und mobile Beleuchtungsgeräte, Getränke                                                               | 0/2 oder 0/1                     | 4               |

### Kommandofahrzeuge
Den Führungskräften stehen für den Einsatzfall eigene Fahrzeuge zur Verfügung. Die Fahrzeuge der Führungsdienstgrade ab Platoon Chief aufwärts (Car x0 bzw. Car x) sind klassische Kommandowagen und dienen diesen Chiefs als Dienst- und Zubringerfahrzeuge.
Die Fahrzeuge der District Chiefs (Car xx) entsprechen in Ausstattung und Funktion in etwa einem ELW 1 und sind neben dem District Chief noch mit einem Fire Incident Technician (FIT) besetzt. Dieser ist als Führungsassistent beispielsweise für die Kommunikation mit der Leitstelle und das Führen eines Lageprotokolls verantwortlich.
Zur Führungsunterstützung bei Großeinsätzen werden außerdem drei Command Trucks (CMD10, CMD30 und CMD60) vorgehalten. Diese sind in etwa mit einem ELW 2 vergleichbar und verfügen unter anderem über einen Funkraum, einen Besprechungsraum, Material zur Lagedarstellung (z. B. Whiteboard/ Magnettafel, Beamer), Karten, Nachschlagewerke und eine umfangreiche Funkausrüstung.

### Sonderfahrzeuge
Neben den primären Einsatzfahrzeugen stehen der TFS noch weitere Fahrzeuge zur Unterstützung und für Spezialaufgaben zur Verfügung. Dazu gehören:
- zwei Hazmat Support Trucks (HMS145, HMS332) (Gerätewagen mit zusätzlichem Material für Gefahrguteinsätze)
- ein Decontamination Truck (DE234) (Dekontaminationsfahrzeug, vergleichbar mit einem Dekon-P)
- eine Trench Rescue Support Unit (TRS235) (Gerätewagen für die Engerettung)
- ein Water Tanker (WT211) (Großtanklöschfahrzeug für die Wasserversorgung in den Randgebieten des East Command)
- ein Rapid Attack Vehicle (RAV335) (Vorauslöschfahrzeug, das auf den Toronto Islands stationiert ist)

### Reservefahrzeuge
Die TFS hält einige Pumpers, Rescues, Aerials, Squads und District Chief Cars als Reservefahrzeuge vor. Da diese ebenfalls auf die Wachen verteilt sind, werden sie wie die Einsatzfahrzeuge mittels Typ und Wachnummer bezeichnet. Um sie als Reservefahrzeuge zu kennzeichnen, wird noch eine 5 eingeschoben. Wenn ein Einsatzfahrzeug zeitweise durch ein Reservefahrzeug ersetzt wird (z. B. wegen Reparaturen), verwendet das Reservefahrzeug die ursprüngliche Fahrzeugnummer mit einem angehängten C. Da die TFS nur wenige Reserve-Drehleitern (Aerials) zur Verfügung hat, werden zum Teil auch Reserve-Löschfahrzeuge (Pumpers) als Ersatz für Aerials verwendet. Ein so eingesetztes Reserve-Löschfahrzeug verwendet eine Kennung nach dem Muster P – ursprüngliche Fahrzeugnummer – CA.
Beispiel: Das reguläre Einsatzfahrzeug Aerial 135 muss in die Werkstatt. Als Ersatz wird die an der Wache 116 stationierte Reserve-Drehleiter Aerial 5116 auf die Wache 135 umgesetzt und fährt in diesem Zeitraum als Aerial 135C. Muss mangels Verfügbarkeit einer Drehleiter ein Löschfahrzeug als Ersatz verwendet werden, beispielsweise das an der Wache 141 stationierte Reserve-Löschfahrzeug Pumper 5141, fährt dieses im entsprechenden Zeitraum als Pumper 135CA.

## Abbildungen

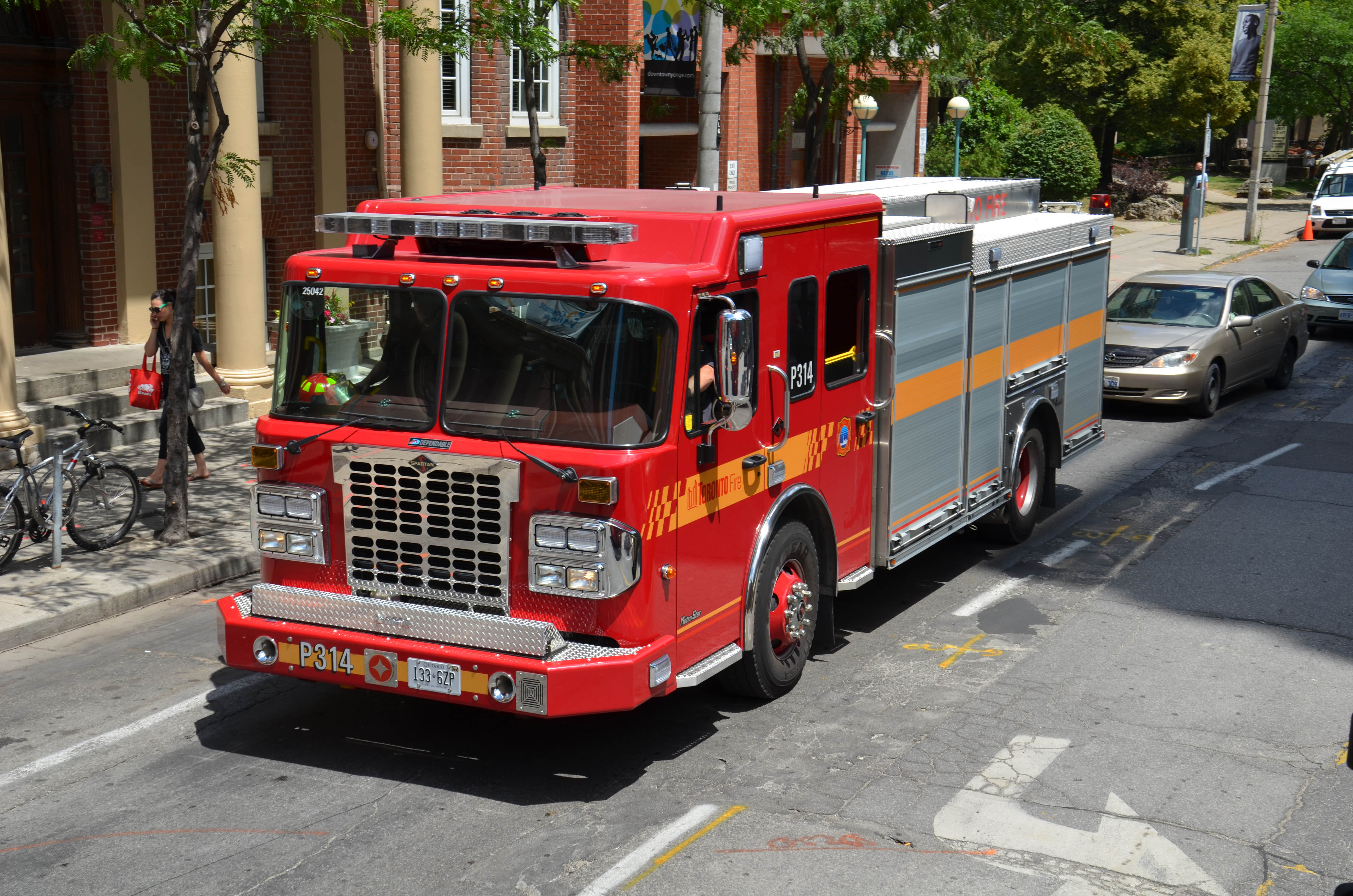
Toronto Fire Services Löschfahrzeug Pumper 314
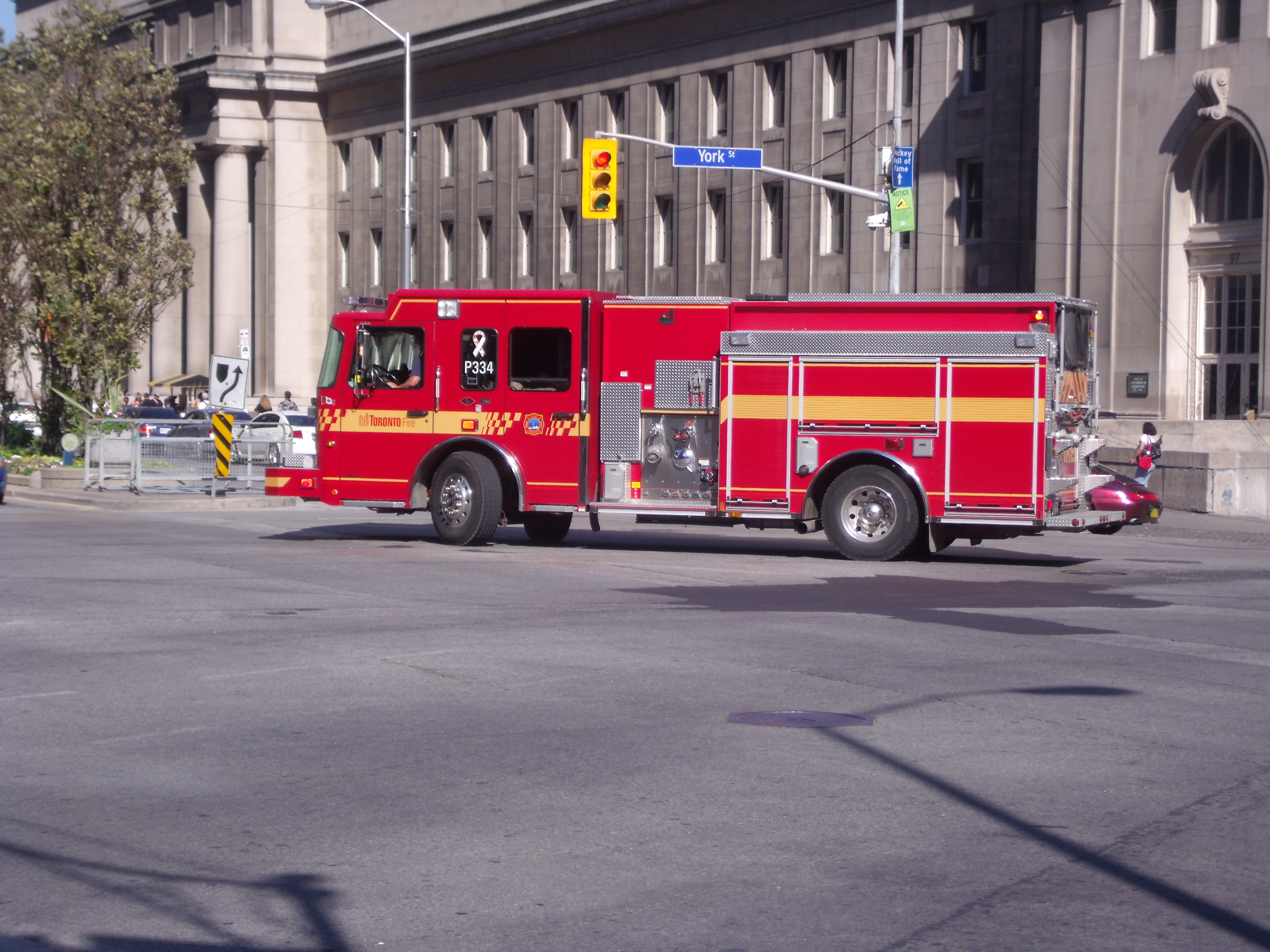
Toronto Fire Services Löschfahrzeug Pumper 334
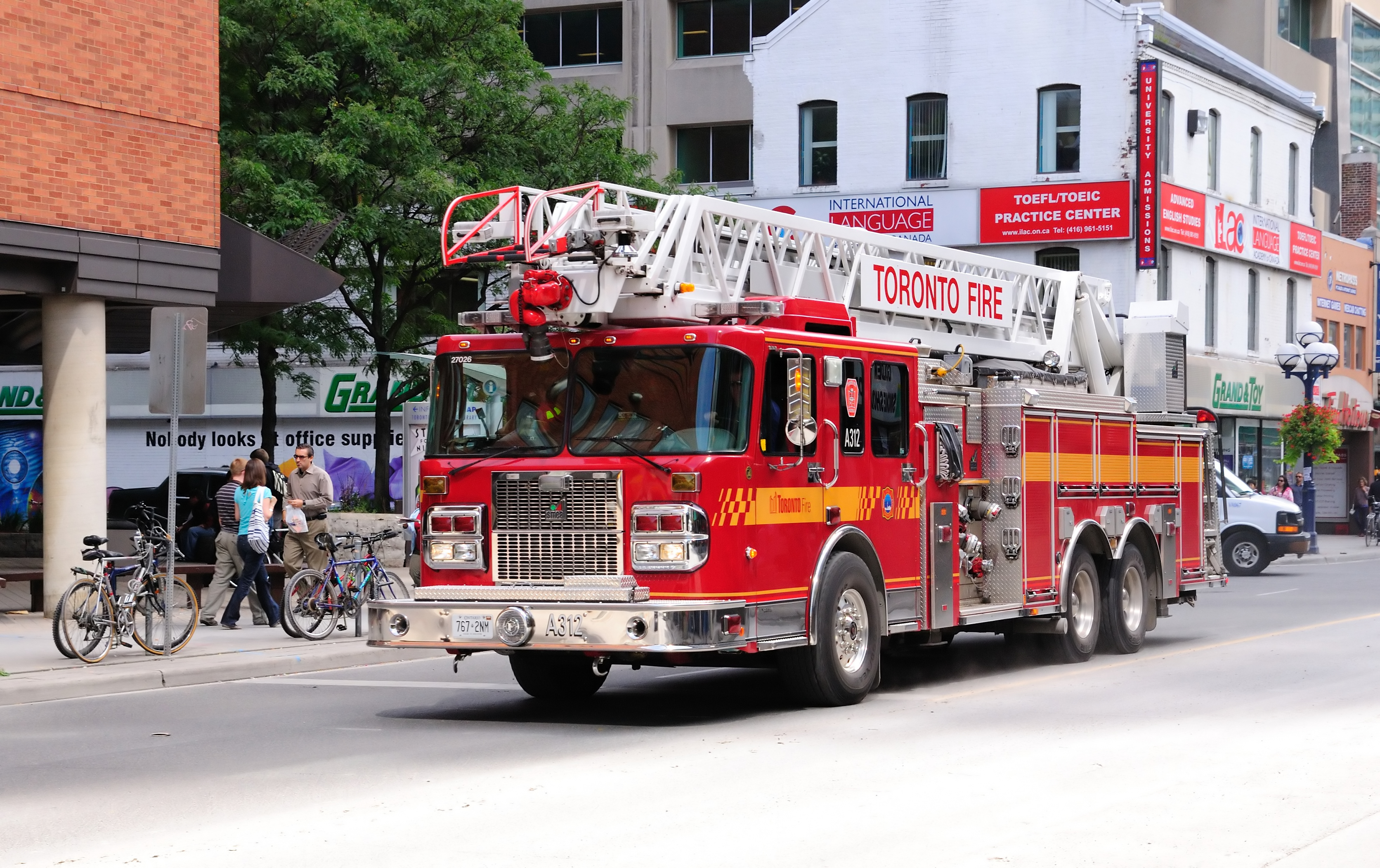
Toronto Fire Services Drehleiter Aerial 312
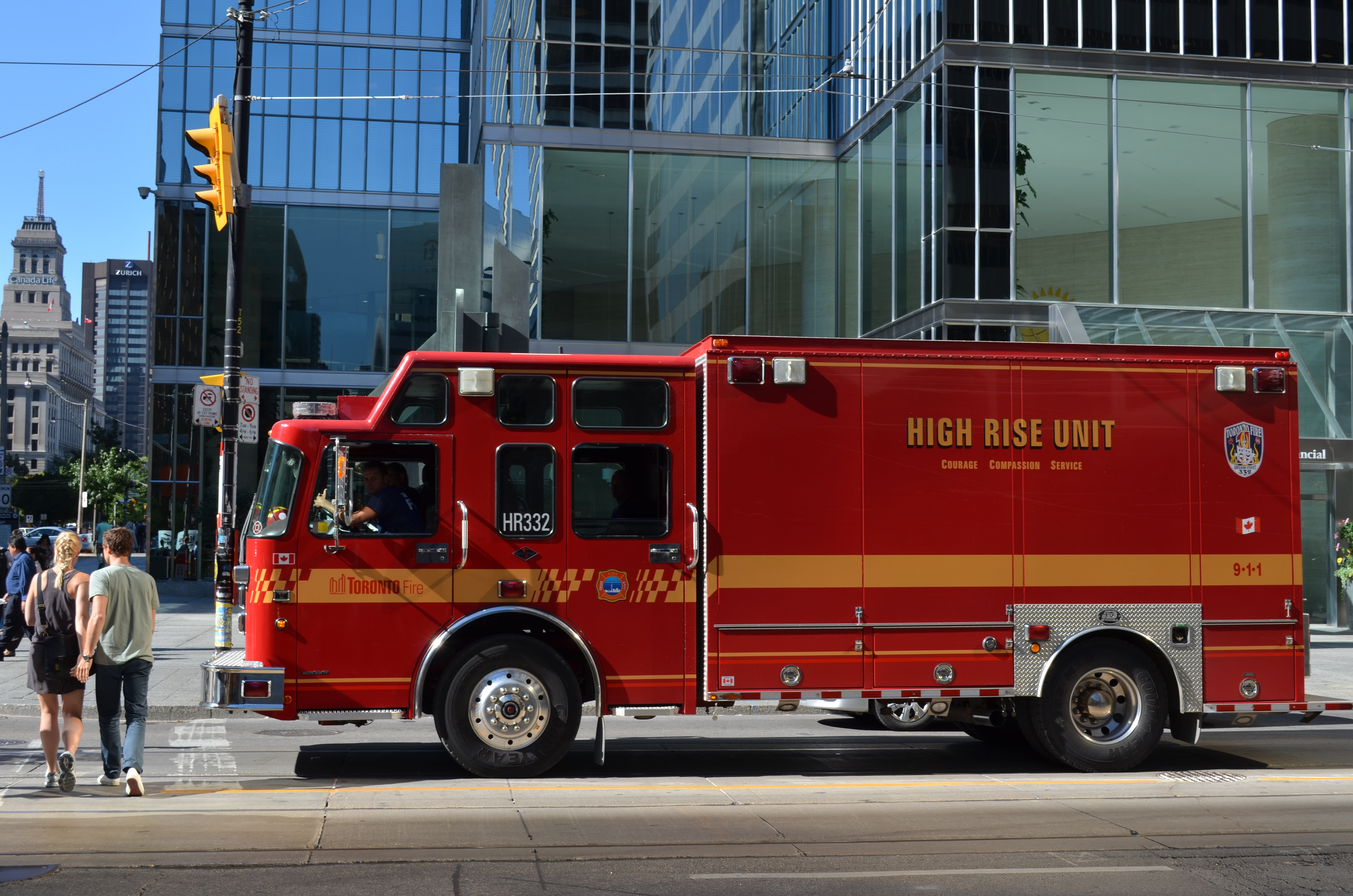
Toronto Fire Services Hochhaus-Einheit High Rise 332
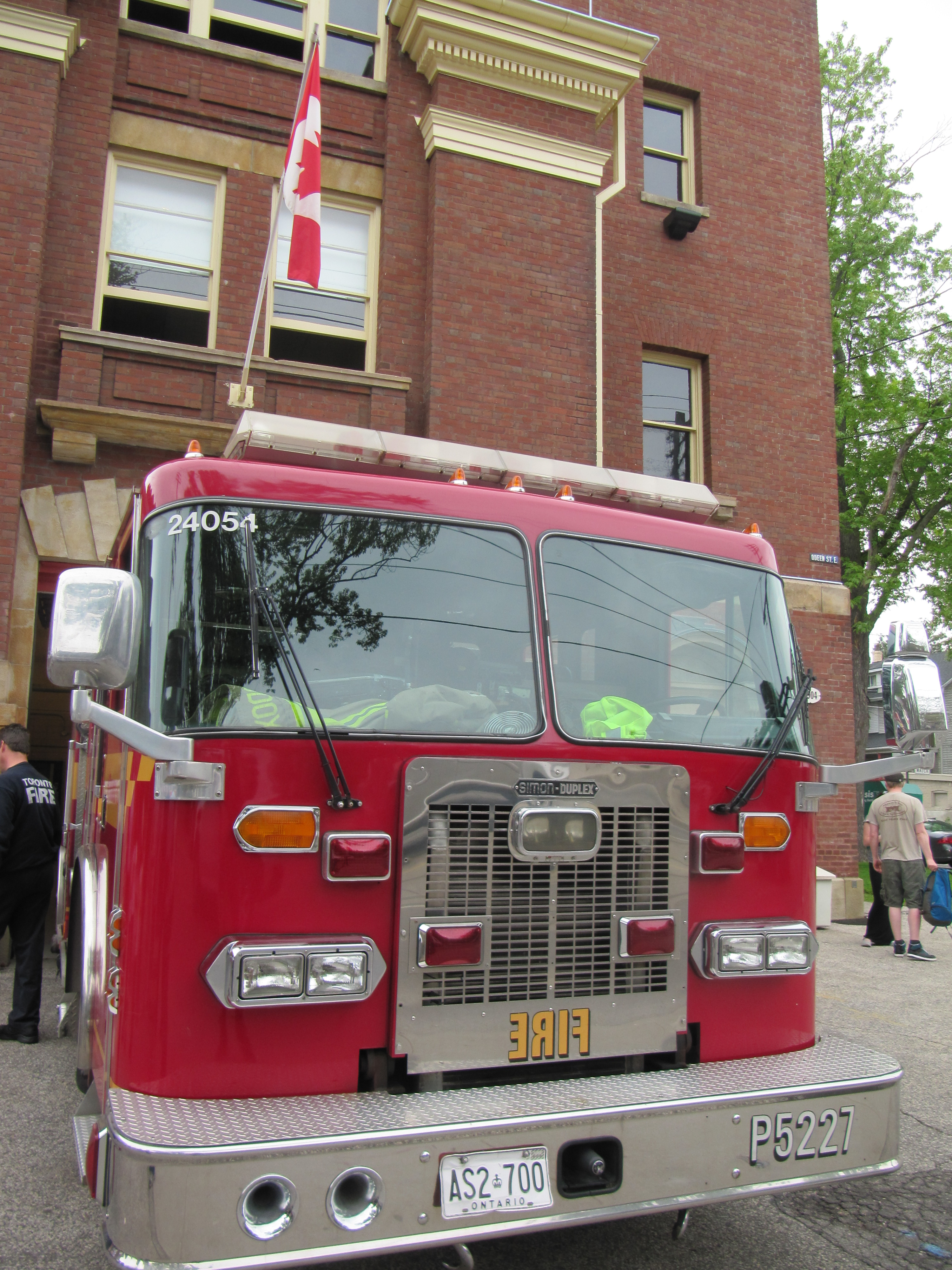
Toronto Fire Services Reserve-Löschfahrzeug Pumper 5227
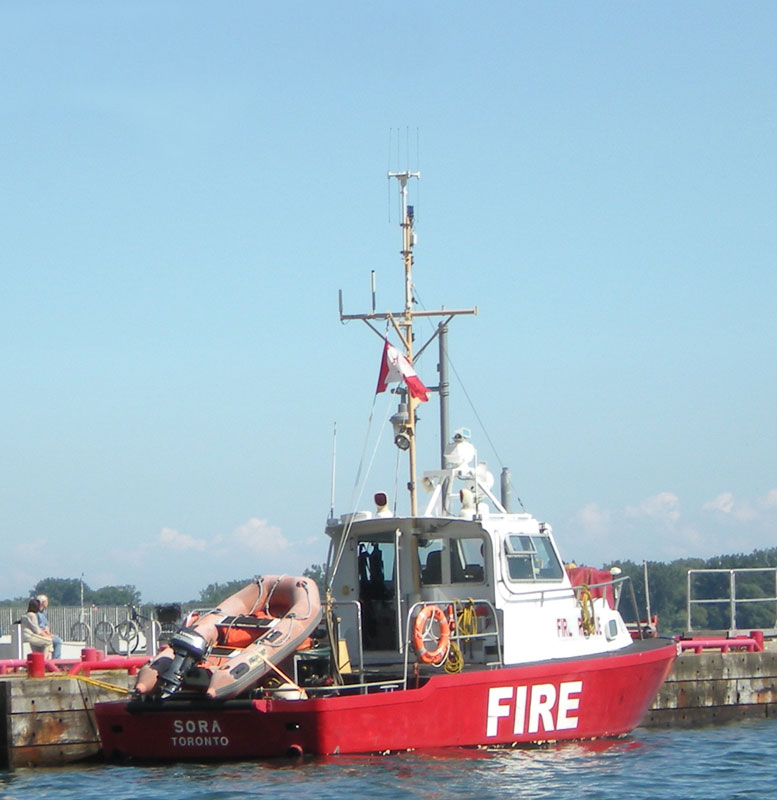
Toronto Fire Services Rettungsboot Sora
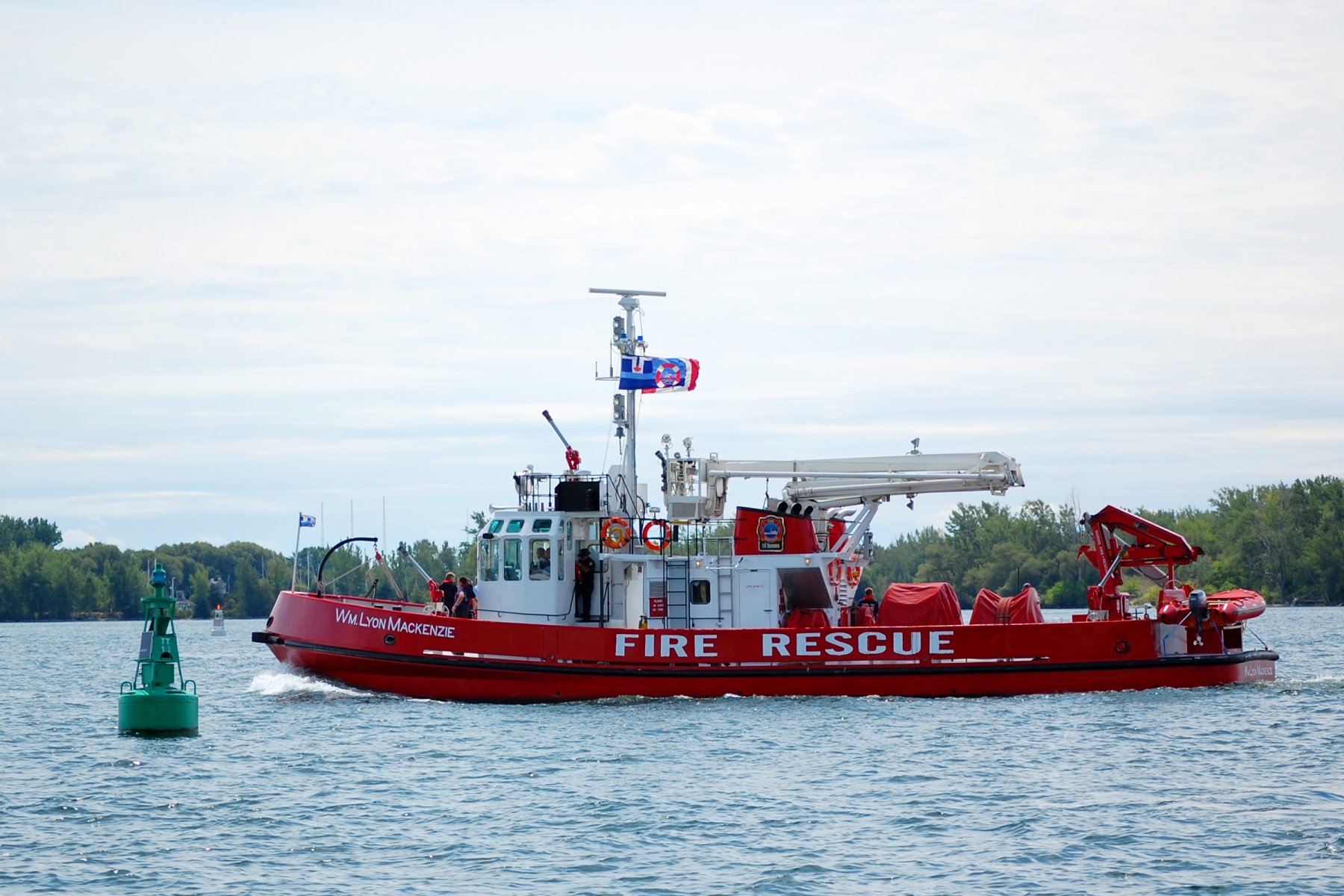
Toronto Fire Services Löschboot William Lyon Mackenzie